# غلين تابيا
غلين تابيا (بالإنجليزية: Glen Tapia)‏ مواليد 11 ديسمبر 1989 في نيوجيرسي، الولايات المتحدة، هو ملاكم محترف أمريكي يصنف ضمن فئة الوزن المتوسط.

## المسيرة الاحترافية
من نزالاته:
- خسر أمام جيمس كيركلاند (07-12-2013).
- انتصر على أبراهام هان (12-07-2013).

## إحصائيات
خاض خلال مسيرته 26 نزالا، فاز في 23 ولم يتعادل وخسر في 3. فاز بالضربة القاضية في 15 نزالا.

## روابط خارجية
- غلين تابيا على موقع بوكس ريك (الإنجليزية) (registration required)